# Raymond Moriyama
Pour les articles homonymes, voir Moriyama (homonymie).
Raymond Moriyama, né le 11 octobre 1929 à Vancouver en Colombie-Britannique et mort le 1er septembre 2023, est un architecte canadien d'origine japonaise.

## Biographie
Né au Canada, il est interné avec sa mère pendant la Seconde Guerre mondiale car d'origine japonaise. Raymond Moriyama obtient un baccalauréat d'architecture de l'Université de Toronto en 1954 et une maîtrise d'architecture en urbanisme de l'Université McGill en 1957.
En 1985, il est fait officier de l'Ordre du Canada. Il est aussi décoré de l'Ordre de l'Ontario.
Il est chancelier de l'Université Brock de Saint Catharines pour laquelle depuis les années 1970 jusqu'à la dernière extension, il a dessiné de nombreux bâtiments.
Raymond Moriyama est un des sociétaires fondateurs du cabinet de Toronto, internationalement reconnu, Moriyama & Teshima Architects.

## Réalisations notables
- Centre culturel nippo-canadien de Toronto, (1958)
- Ontario Science Centre, (1964)
- Ottawa Civic Centre, (1968)
- Scarborough Civic Centre, Scarborough, Ontario, (1969)
- La Bibliothèque de Recherche de Toronto, (1973)
- Albert Campbell Collegiate Institute, Scarborough, Ontario, (1976)
- Science Nord à Sudbury, Ontario, (1980)
- North York Central Library, (1987)
- Bata Shoe Museum à Toronto, (1991)
- Ambassade canadienne de Tokyo, (1991)
- Musée nationale de l'Arabie Saoudite à Riyad (1999)
- Musée canadien de la guerre (2005)
- École française de Toronto - agrandissements
- Seneca@York in Toronto, Ontario
- Vari Hall à la York University, North York, Ontario
- Albert Campbell District Library à Toronto, Ontario
- North York City Centre à Toronto, Ontario
- Casino Rama
- Bibliothèque du district de Burnhamthorpe à Mississauga, Ontario désormais la Burhamthorpe Branch Library

## Galerie

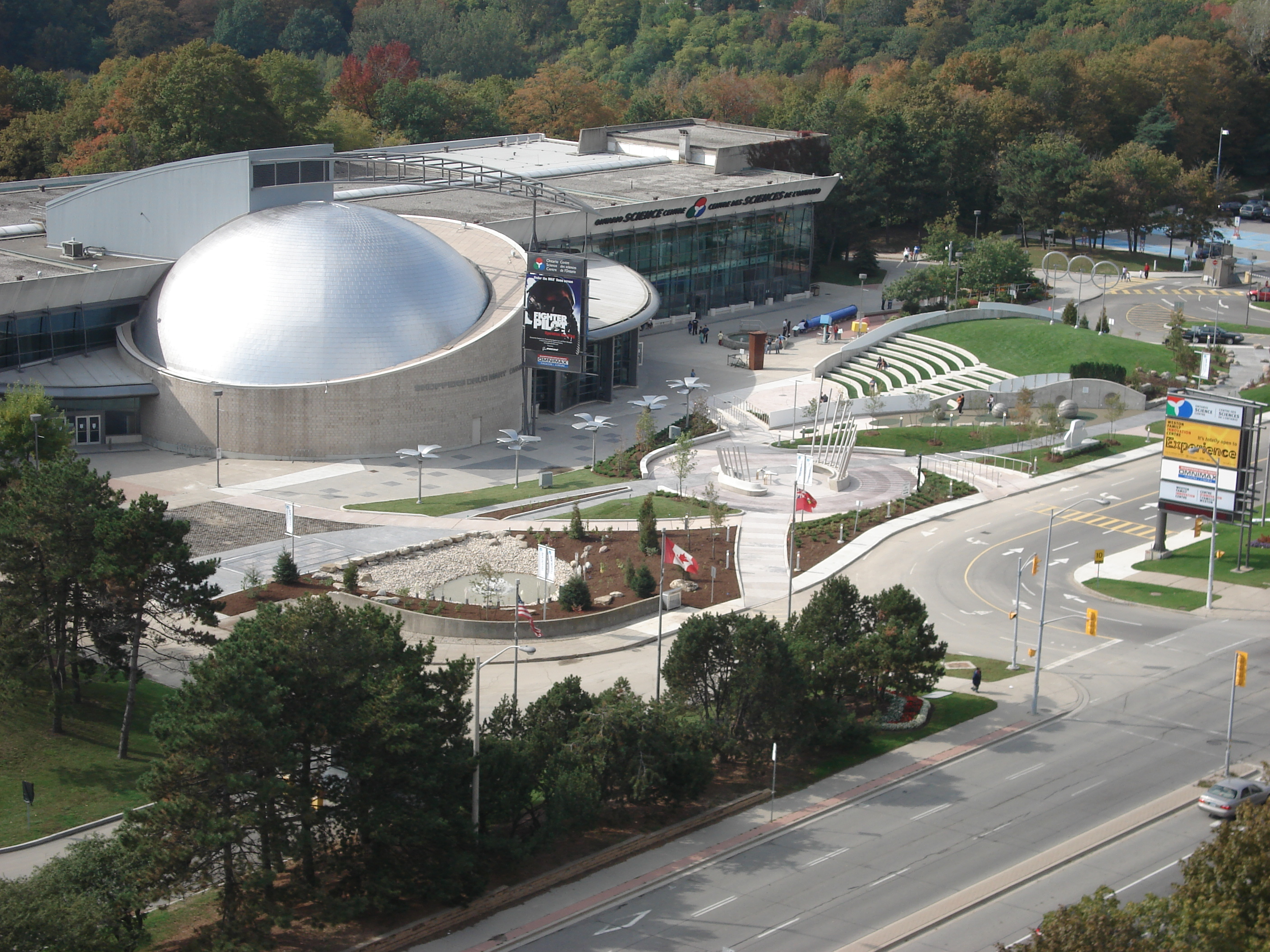
Ontario Science Centre, Toronto (1964)
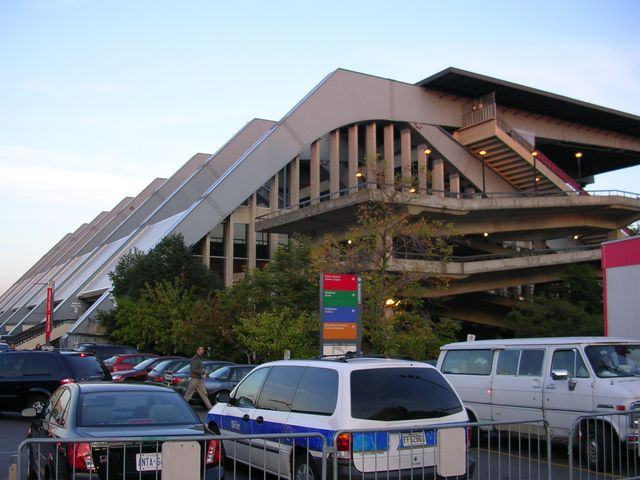
Ottawa Civic Centre (1968)
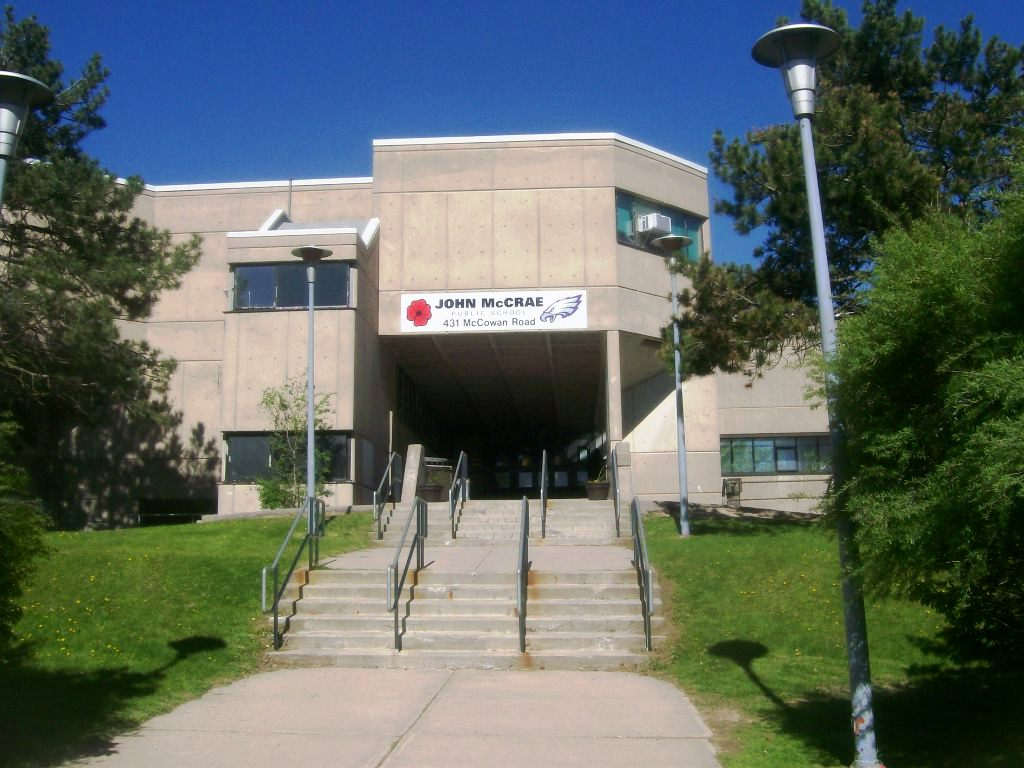
John McCrae (Senior) Public School, Scarborough (Ontario) (1969)
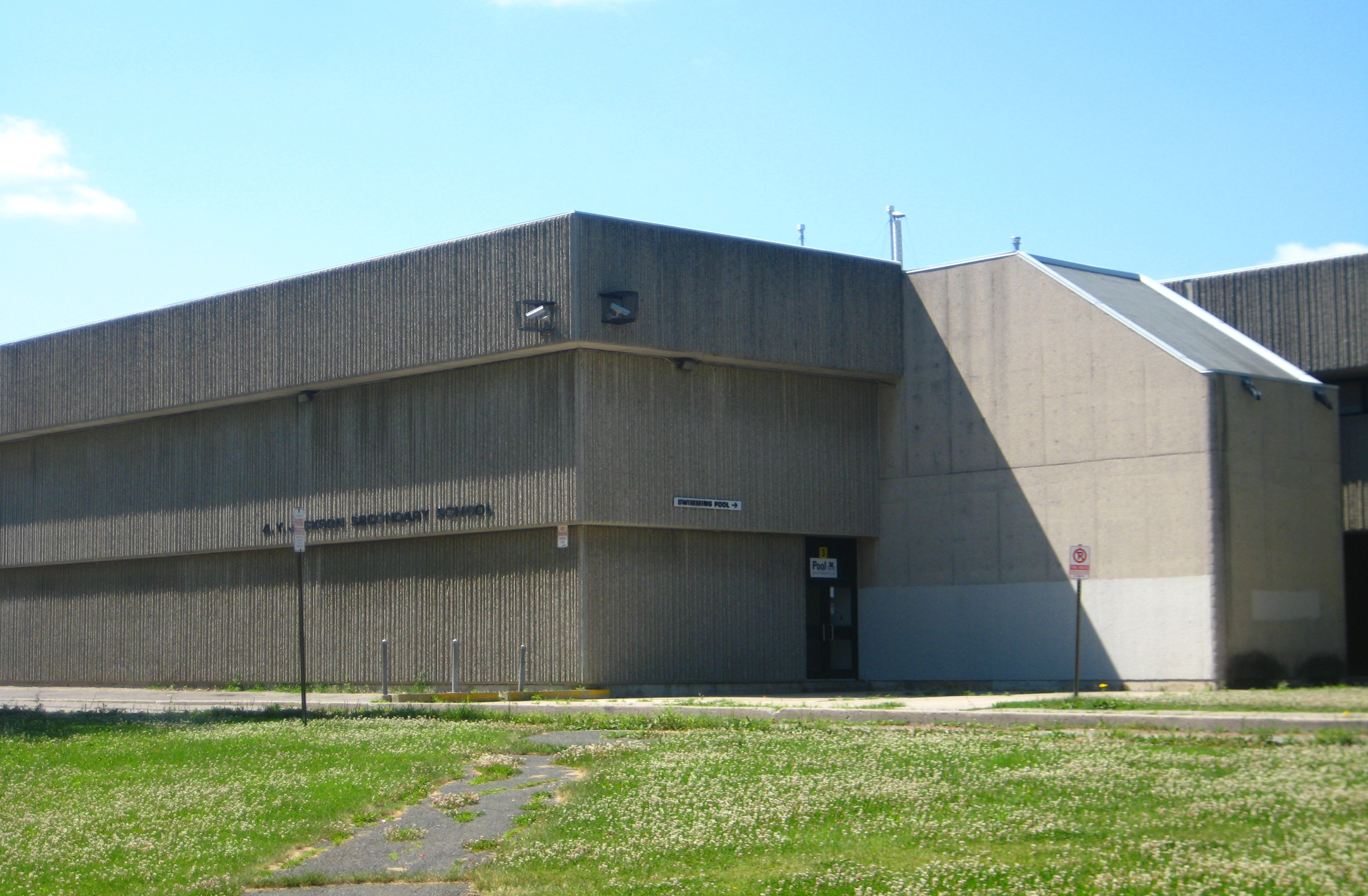
A.Y. Jackson Secondary School, North York Ontario (1970)
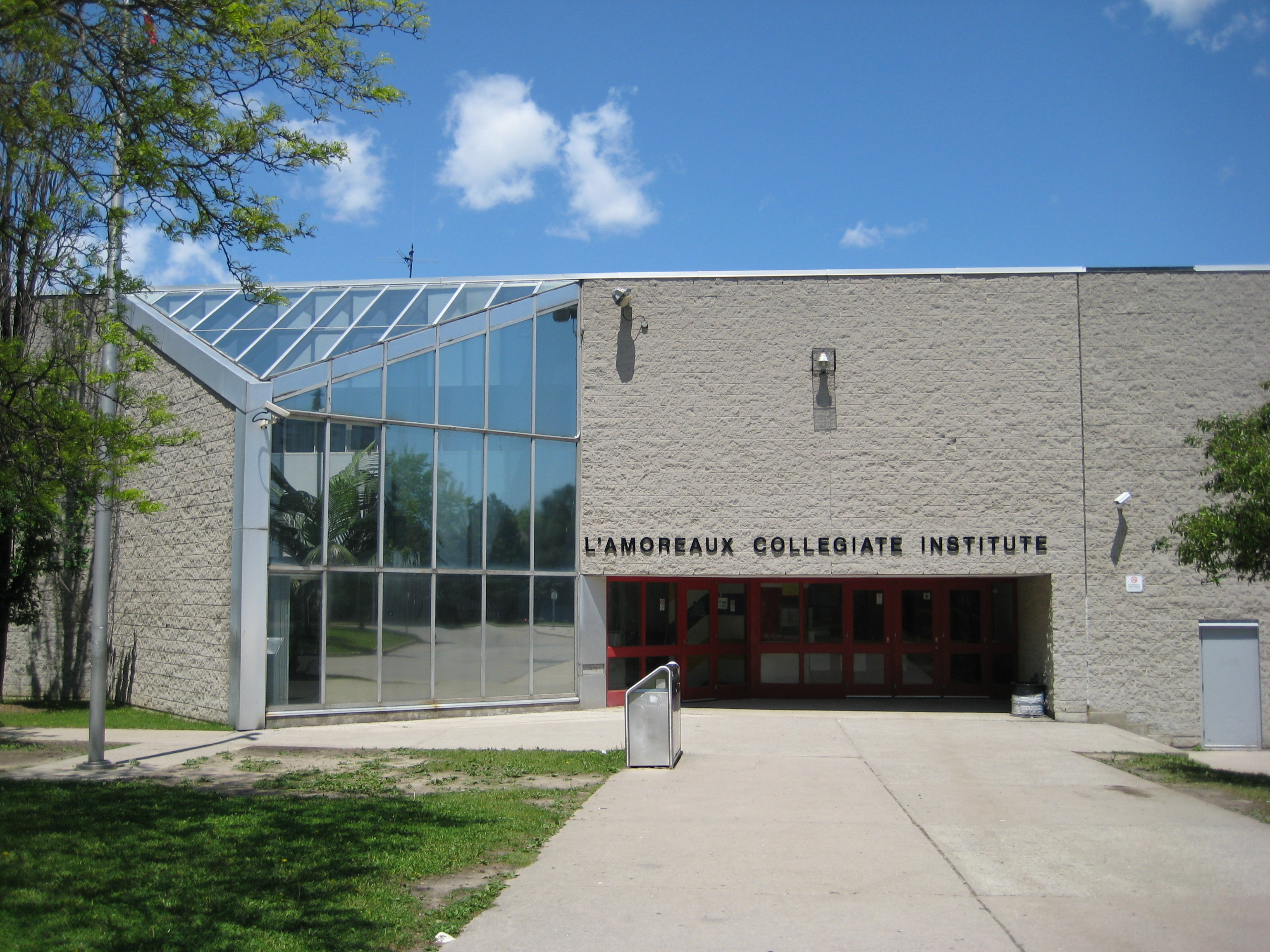
L'Amoreaux Collegiate Institute, Scarborough (Ontario) (1973)
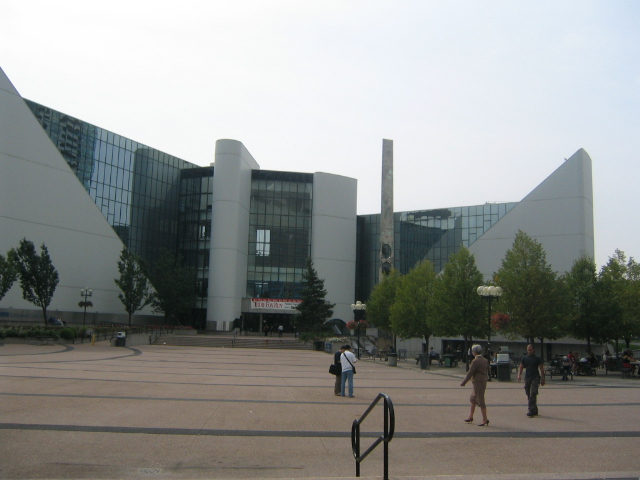
Scarborough Civic Centre, Scarborough (Ontario) (1973)
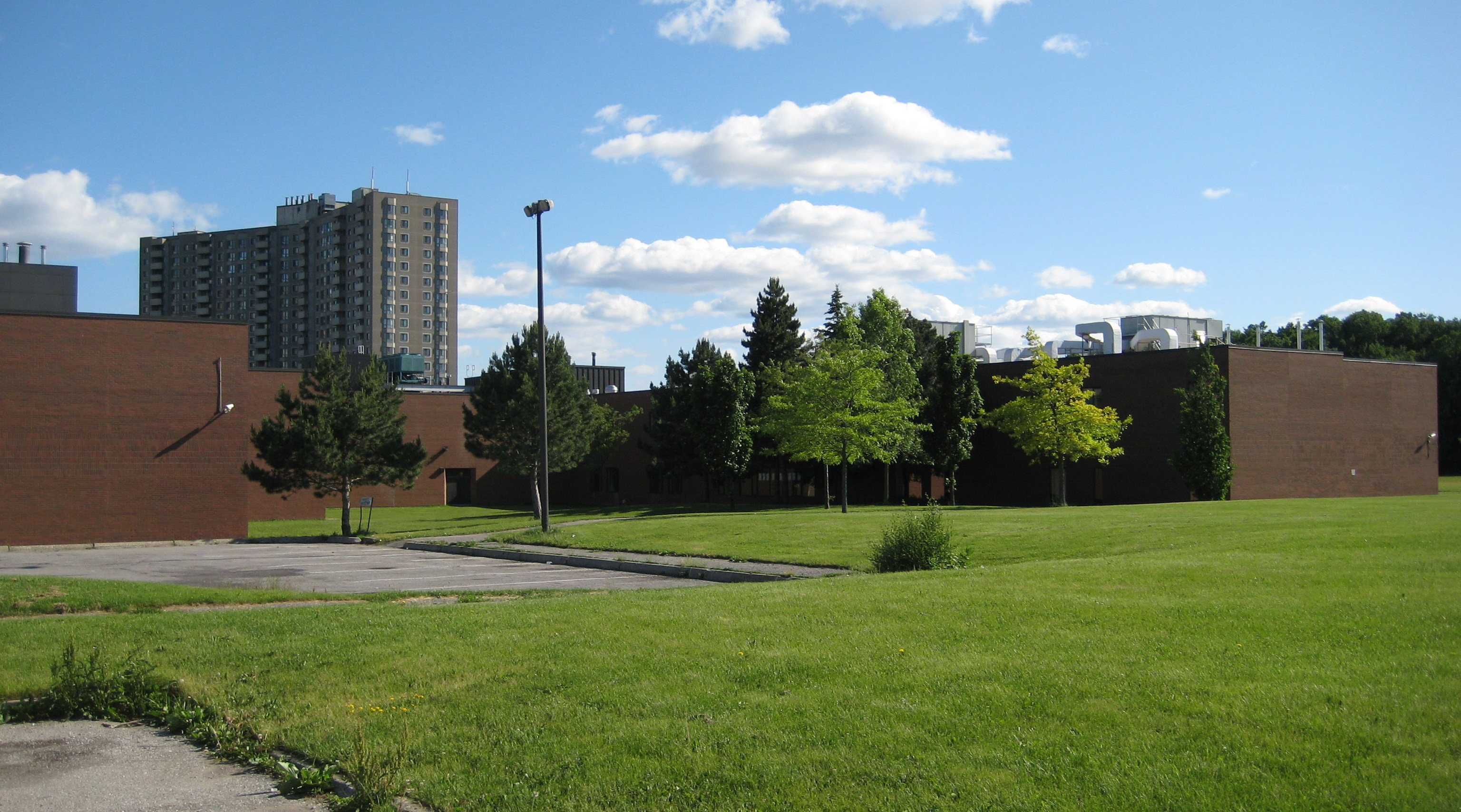
Albert Campbell Collegiate Institute, Scarborough (Ontario) (1976)
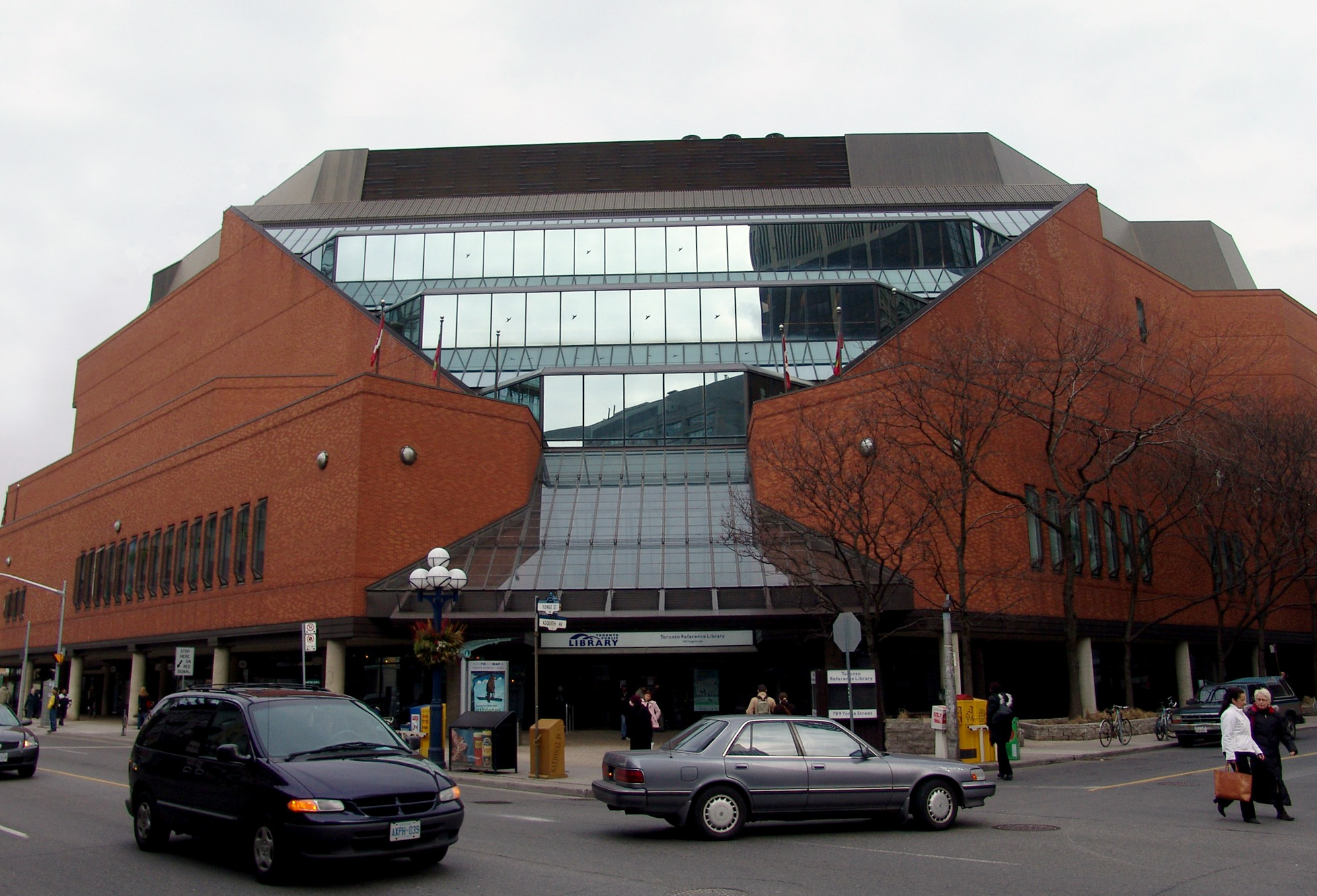
Toronto Reference Library (1977)
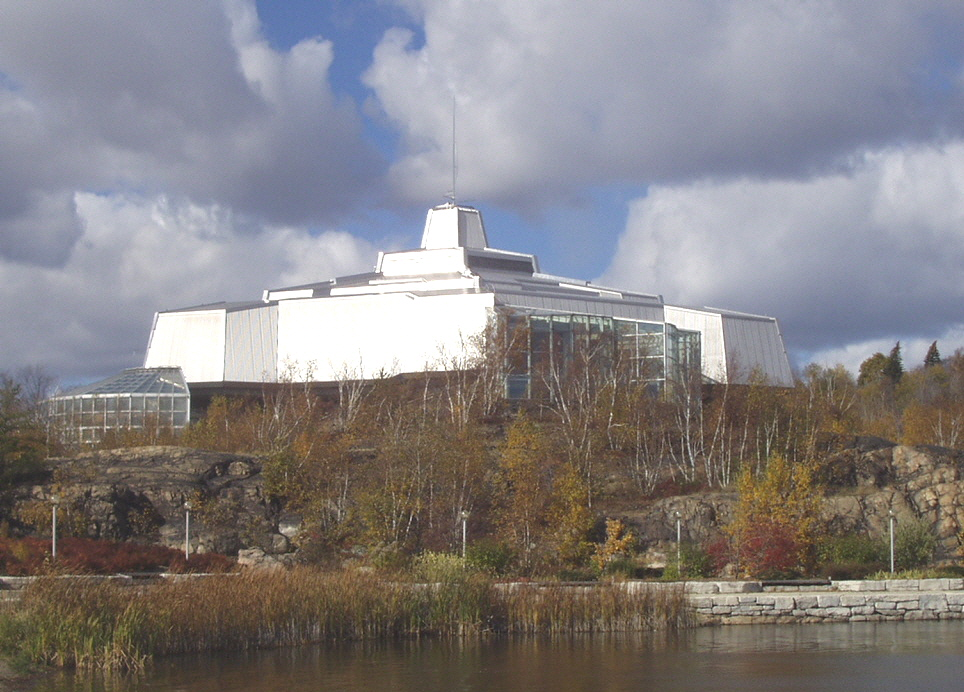
Science Nord à Sudbury (Ontario) (1980)
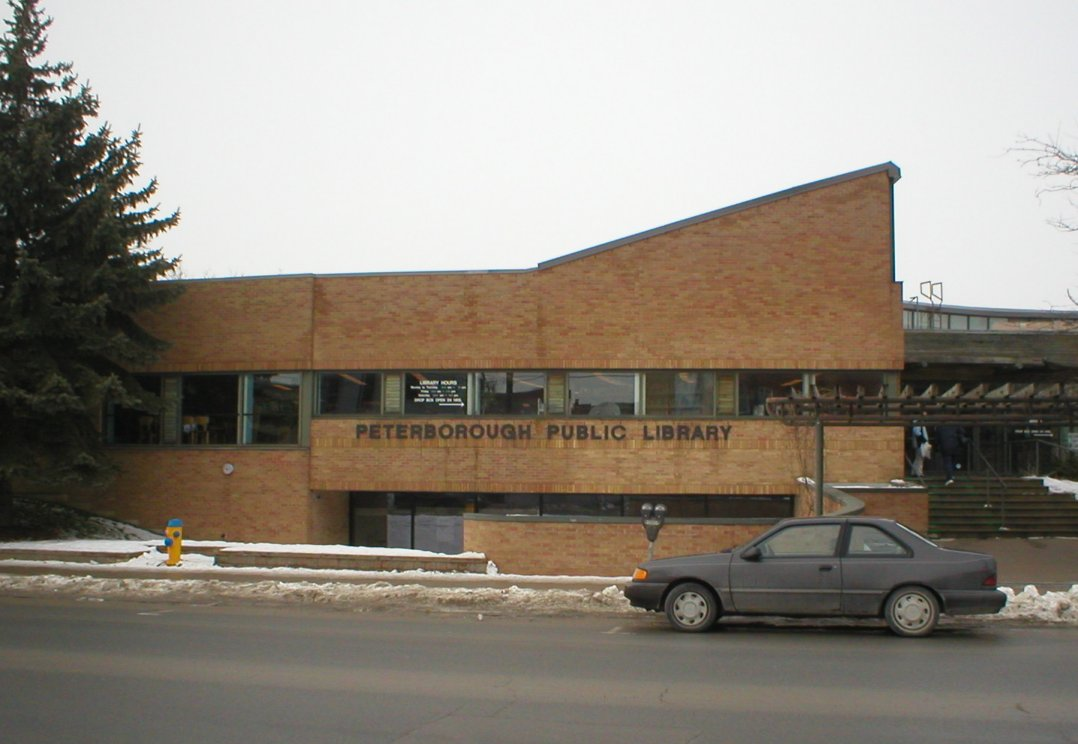
Peterborough Public Library, Peterborough (Ontario) (1980)
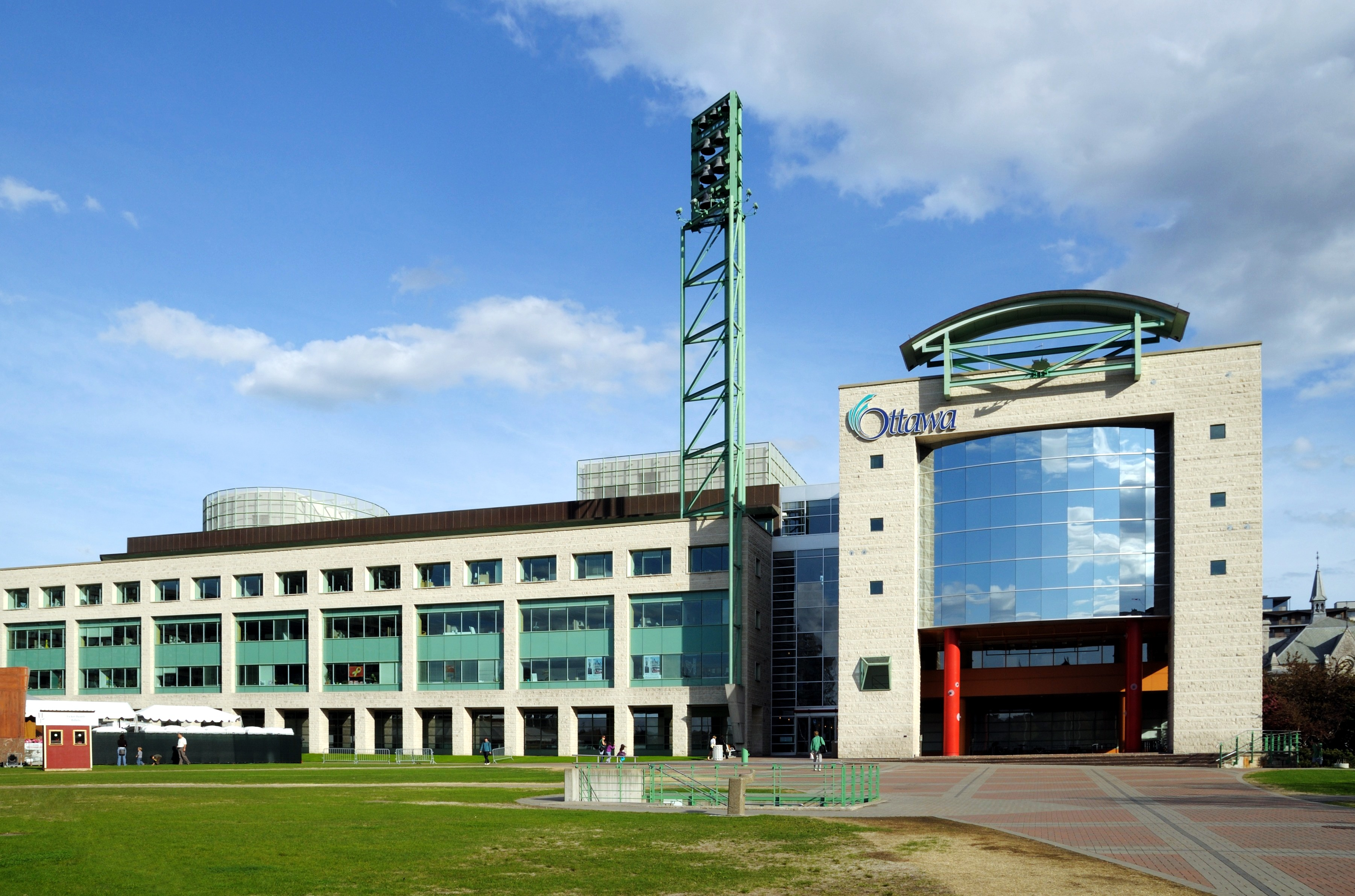
Ottawa City Hall (1990)
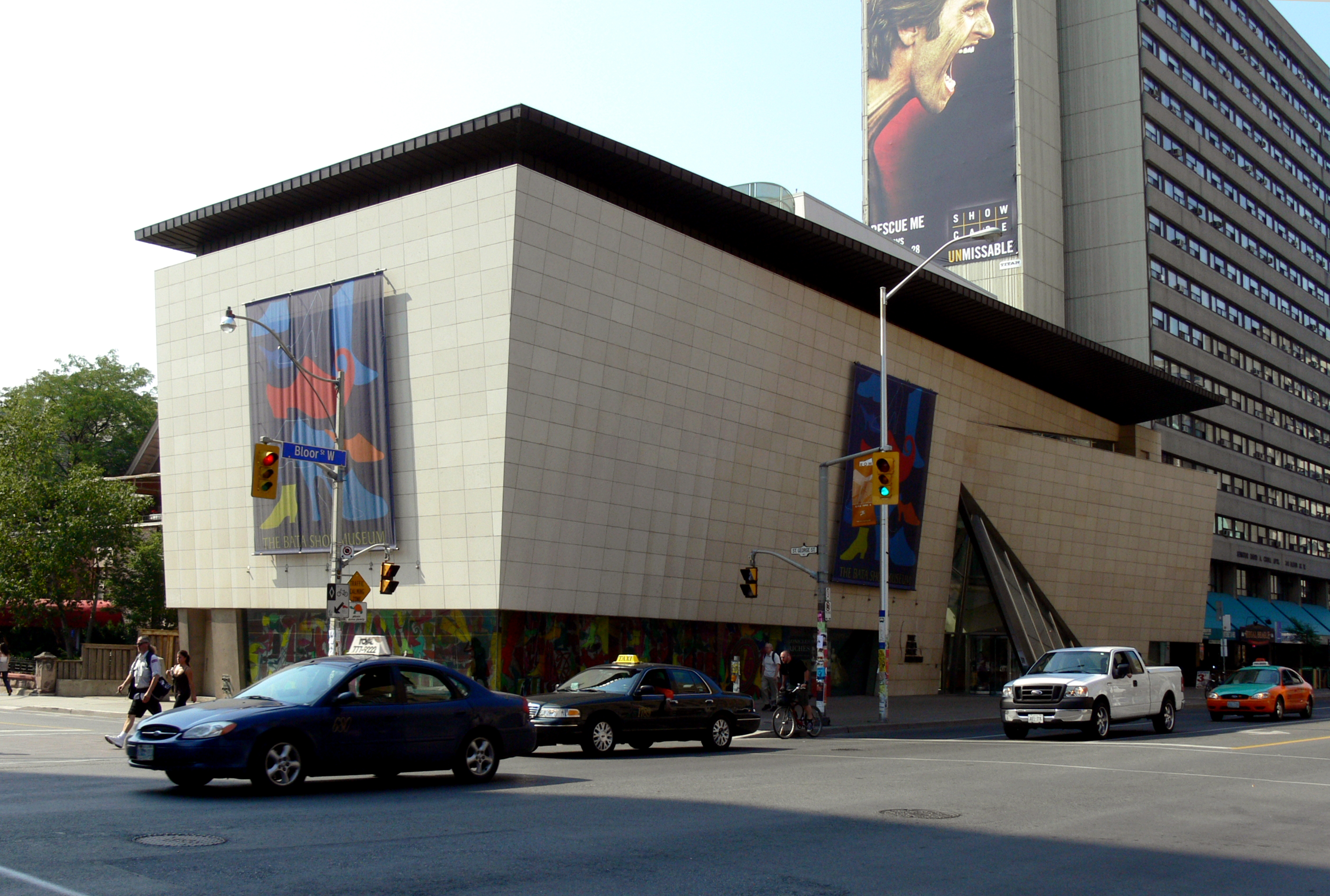
Bata Shoe Museum, Toronto (Ontario) (1991)
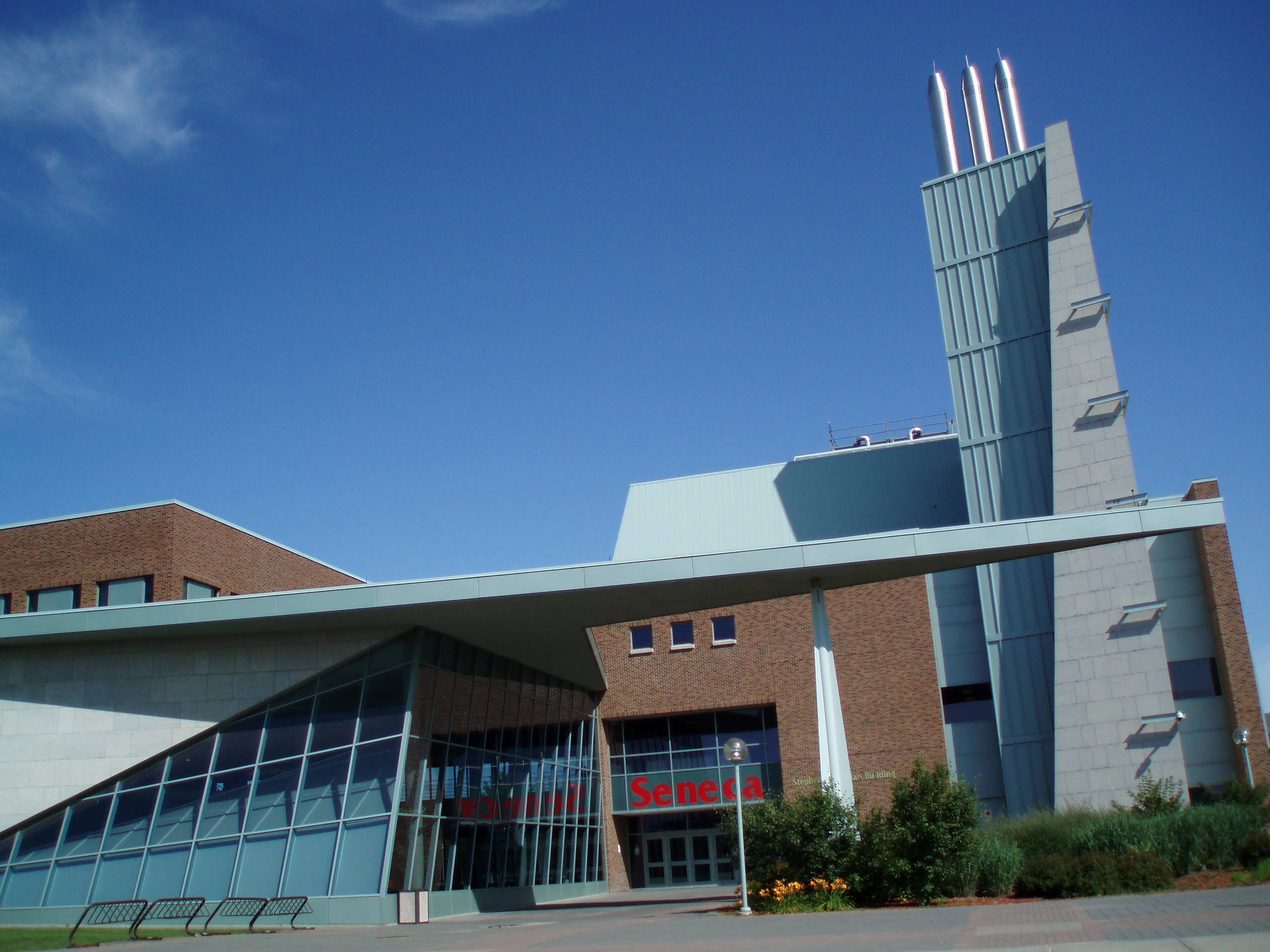
Seneca@York Campus, Toronto (1999)
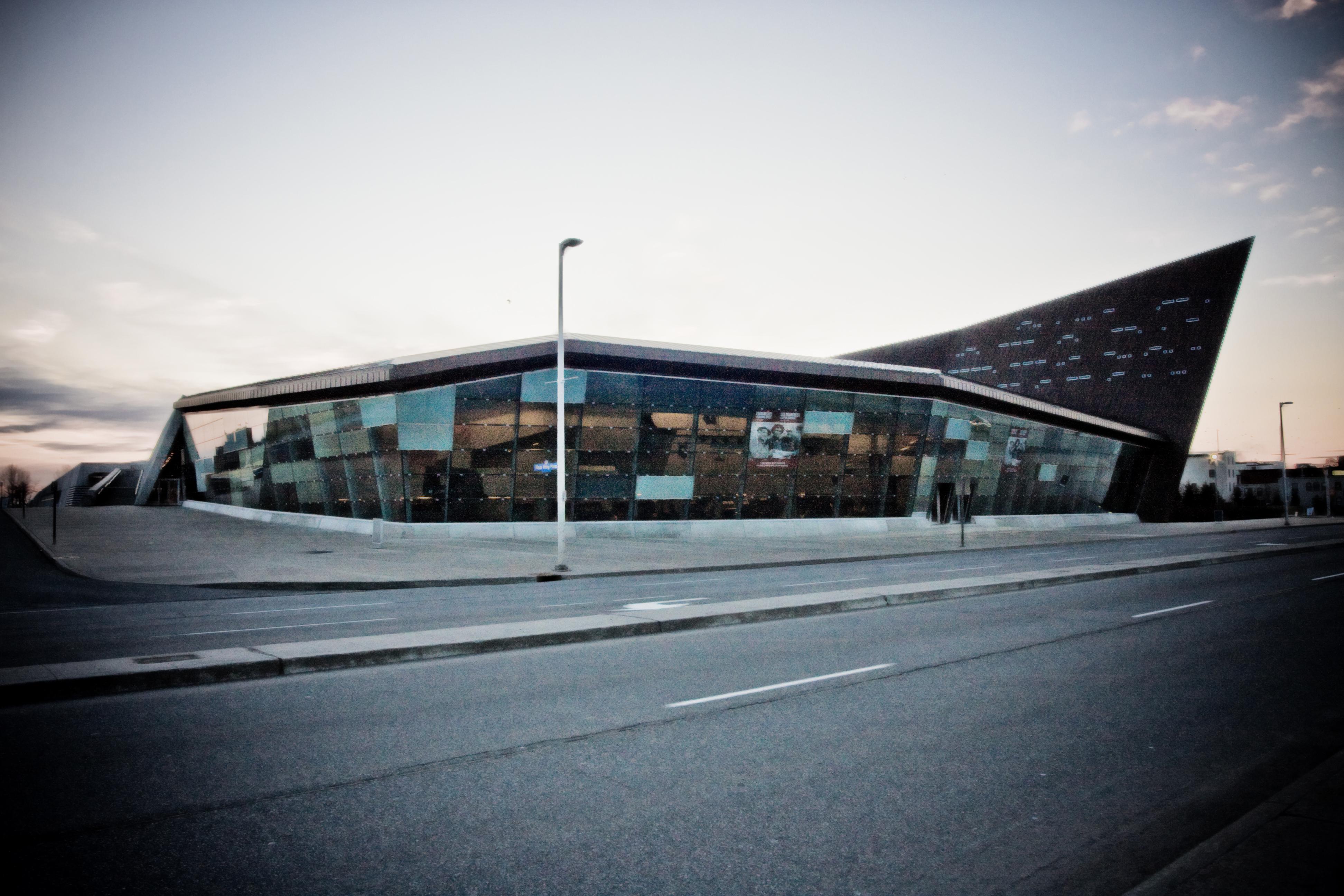
Canadian War Museum, Ottawa (2005)
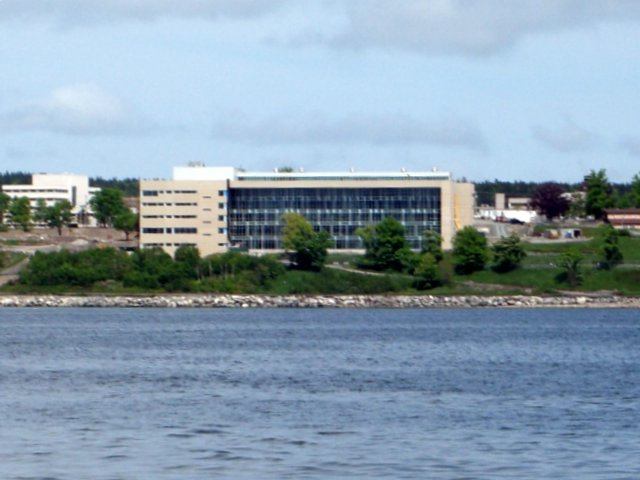
Nova Scotia Community College  Waterfront Campus (avec Barrie and Langille Architects)
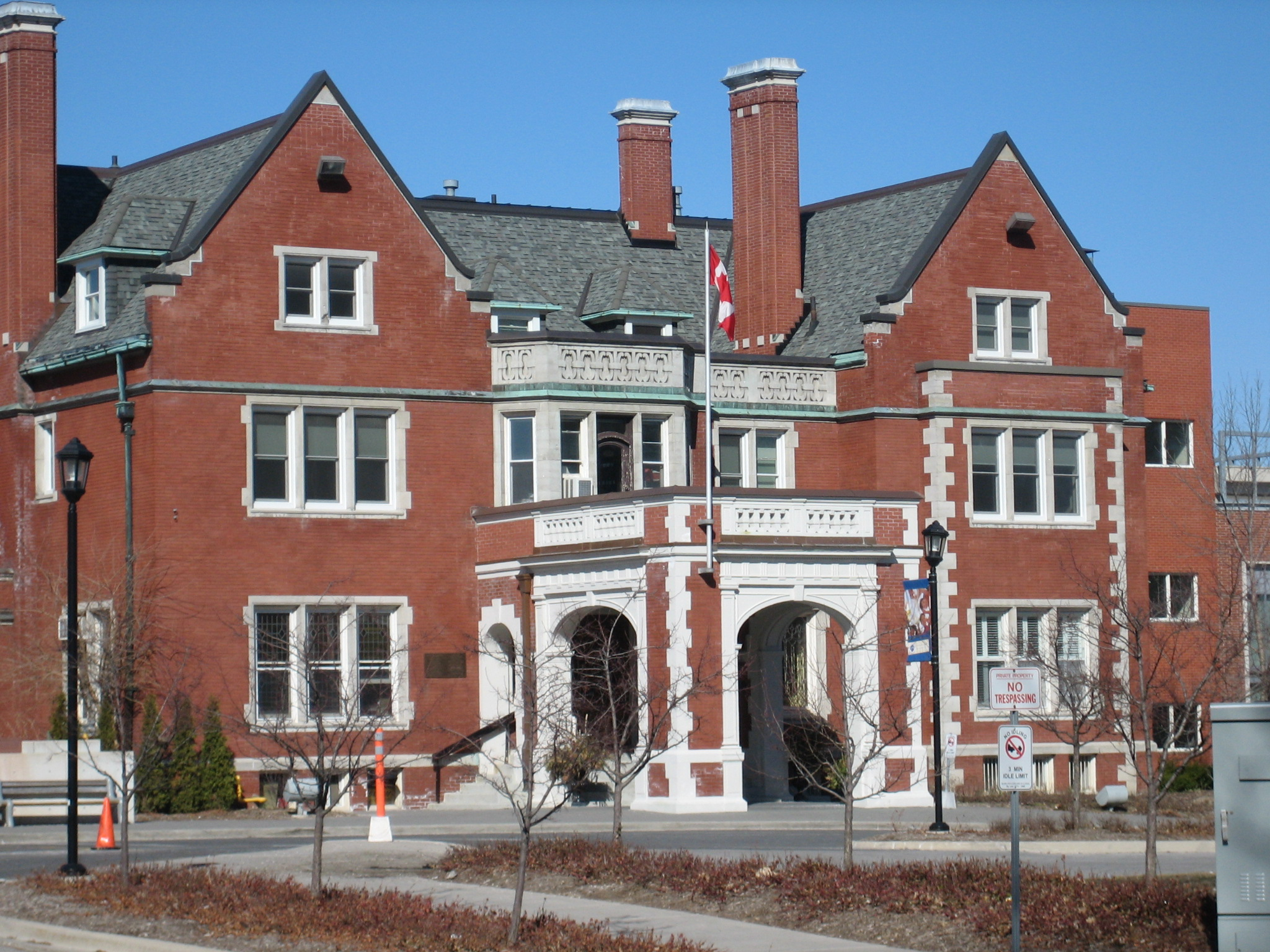
Toronto French School, agrandissements